# Pollenia atrifemur
Pollenia atrifemur är en tvåvingeart som beskrevs av Malloch 1930. Pollenia atrifemur ingår i släktet vindsflugor, och familjen spyflugor. Inga underarter finns listade i Catalogue of Life.